# Александър Сергеев (физик)
Александър Михайлович Сергеев (руски: Александр Михайлович Сергеев; р. 2 август 1955 ) е съветски и руски физик. Академик на РАН от 2016 година, на 26 септември 2017 е избран за президент на Руската академия на науките .
Негови области са физика на плазмата, фетосекундна оптика, нелинейна динамика на оптическите системи и високочувствителни оптически измервания; доктор на физико-математическите науки (2000).

## Награди
- Премия на РФ в областта на науката и техниката (1999) за работа в областта на оптиката
- Почетен орден (2006) за достижения в областта на лазерните устройства
- Премия Правительства РФ в области на науката и техниката (2012) за работы по созданию петаваттного лазерного комплекса.
- Премия на Грубер по космология (2016).
- Офицерски орден (Академична палма), Франция[3] (2018).
- Лауреат на международния медал „За принос в развитие на нанонауките и нанотехнологиите“, който се присъжда от ЮНЕСКО (2018)[4].